# Ferdinand Juriga

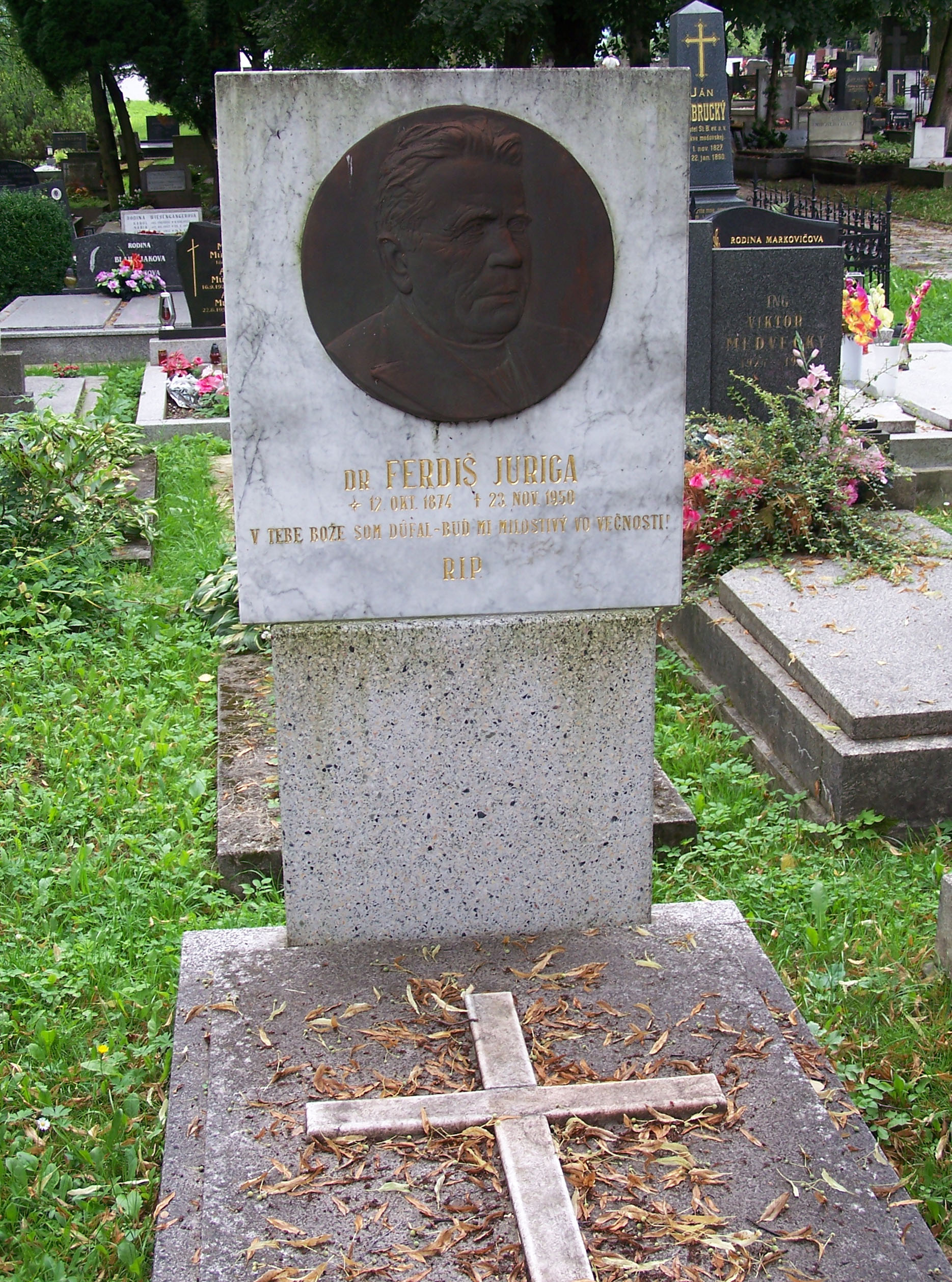
La sua tomba al Cimitero nazionale di Martin.

Ferdinand Juriga o Ferdiš Juriga (Gbely, 12 ottobre 1874 – Bratislava, 23 novembre 1950) è stato un patriota e presbitero slovacco.

## Biografia
Era il terzo e penultimo figlio dell'agricoltore Michal Juriga e di sua moglie Mária, nata Hurbanová. Con l'aiuto dello zio, l'abate Ján Juriga, canonico di Esztergom, poté compiere gli studi ecclesiastici nel seminario di quella città. Conseguì poi il dottorato in teologia a Vienna, dove frequentò i circoli accademici slovacchi Tatran e Národ, stringendo amicizia soprattutto con Pavel Blaho. Nel 1898 dopo che aveva terminato gli studi a Esztergom, fu ordinato presbitero e fu inviato come viceparroco a Veľká Maňa. In seguito esercitò il suo ministero nelle parrocchie di Budaörs presso Budapest, di Levice e di Slovenský Meder, l'odierna Palárikovo, da cui alla metà di settembre del 1902 fu trasferito alla parrocchia dell'Assunzione di Maria Vergine (nota come chiesa Blumental) di Bratislava. 
L'11 aprile 1905 fu nominato parroco di Vajnory. Mantenne quest'incarico tredici anni, prodigandosi per la costruzione di una scuola cattolica slovacca. Fece parte della Società di Sant'Adalberto, per la quale si accinse a una traduzione della Bibbia nella lingua slovacca letteraria. Difese e promosse il folklore locale, giungendo talvolta a predicare in pubblico vestito del costume tradizionale al posto dell'abito talare. Per combattere la piaga sociale dell'alcolismo, fondò anche un Circolo dell'Austerità (Spolok striezlivosti). Oltre alle questioni morali e culturali, si impegnò per la promozione di attività economiche, fondando a Vajnory un Circolo per l'alimentazione suina e a Stupava un laboratorio per la fermentazione dei cavoli, ma soprattutto si dedicò all'attività bancaria, comparendo nella direzione di istituti bancari a Bratislava, Ružomberok, Zohor, Šaštín e Sereď, alcuni dei quali da lui stesso fondati.
Il suo interessamento all'attività politica risaliva già al 1902, quando sulla scena politica di Bratislava si affacciava una nuova generazione di personalità slovacche, fra cui spiccavano Andrej Hlinka e Milan Hodža. Tuttavia, il suo ingresso ufficiale in politica arrivò nel 1905, quando fu eletto deputato al parlamento del Regno d'Ungheria per il Partito popolare slovacco, insieme ad altri sei politici che sostenevano i diritti nazionali degli Slovacchi: oltre all'amico Pavel Blaho, erano deputati Milan Hodža, František Skyčák, il pastore evangelico Matej Metod Bella e altri due sacerdoti cattolici, Martin Kollár e František Jehlička. Fu deputato fino al 1918.  
Nel 1906 per gli articoli patriottici apparsi su Katolícke noviny, il giornale dei cattolici slovacchi, fu condannato a due anni di carcere a Vác. Nel 1910 fu comunque rieletto deputato.
Nel periodo della Prima guerra mondiale sostenne la tesi che "al cospetto dell'eroismo e del sacrificio" dei soldati slovacchi al fronte, gli Slovacchi avevano meritato alcune concessioni in termini nazionali e sociali. Il suo temporaneo schieramento verso questa posizione più morbida verso il Regno d'Ungheria fu espressa nell'articolo Von do poľa! ("Fuori, al campo!") pubblicato su Slovenské ľudové noviny il 4 ottobre 1918, tuttavia nello stesso periodo Ferdinand Juriga prese parte alle riunioni per l'istituzione del Consiglio nazionale slovacco, per iniziativa di Milan Hodža e sotto la guida di Matúš Dula.
Alla Dieta ungherese riunita il 19 ottobre 1918 parlando a nome del Consiglio nazionale slovacco rifiutò alla stessa Dieta il diritto di decidere i destini della cosiddetta "Alta Ungheria". Il suo discorso provocò indignazione dal lato ungherese perché fu la prima volta in cui un deputato era intervenuto in parlamento servendosi della lingua slovacca e soprattutto dal lato slovacco, perché la sua fu un'iniziativa personale, che rese pubblica l'organizzazione fino ad allora segreta del Consiglio nazionale slovacco, che sarebbe dovuto uscire allo scoperto solo con l'adunata di Martin del 30 ottobre. In quella data Ferdinand Juriga sottoscrisse la Dichiarazione di Martin approvata dal Consiglio nazionale.
Dopo il 1918 fu deputato al Parlamento cecoslovacco per il Partito Popolare Slovacco di Hlinka. Nel 1919 nel periodo dell'allontanamento dell'alto clero ungherese dalla Slovacchia, in seguito all'indipendenza cecoslovacca, Juriga fece un tentativo per ottenere la nomina vescovile, che la Santa Sede gli rifiutò. Le sue dispute di lunga data con Andrej Hlinka, František Jehlička, Vojtech Tuka sfociarono infine nel cosiddetto "affare Tuka", in seguito al quale nel 1928 insieme al presbitero Florián Tománek fondò l'opposizione dei "patrioti cecoslovacchi" interna al Partito Popolare Slovacco di Hlinka. Fu espulso dal partito il 15 febbraio 1929. Fondò allora un suo partito, chiamato Jurigova slovenská strana ľudová, che non ottenne nessun seggio alle elezioni del 1929. Commentò con il suo tipico stile: Juriga, ranený nepriateľmi, zradený priateľmi, 27. októbra 1929 na bojisku padá z koňa parlamentného mandátu ("Juriga, ferito dai nemici, mal consigliato dagli amici, il 27 ottobre 1929 cade sul campo di battaglia dal cavallo del mandato parlamentare"). Le autorità ecclesiastiche lo sospesero a divinis e dopo il 1930 Juriga visse a Karlova Ves in pensione.
Fu sepolto nel cimitero di Karlova Ves, ma nel 1996 la Matica slovenská curò la traslazione dei suoi resti e del monumento funebre al Cimitero nazionale di Martin.